# EIXOS
EIXOS, també conegut com a eixos.cat, és un servei cartogràfic, de consultoria i d'economia urbana creat l'any 2011 a Barcelona. Es tracta del projecte central de l'empresa catalana Planol.info, fundada per l'arquitecte català David Nogué i Espinilla i constituïda legalment com la societat limitada Nolpla Nolpa SL, amb seus de negoci tant al Cap i Casal com també a Arcata, Califòrnia.
El seu àmbit comercial, a tall d'observatori digital i pioner del seu sector, és la provisió de solucions de geomàrqueting en línia i de productes de mapatge i catalogació de comerços a partir d'un entramat creat de bases de dades pròpies i de repositoris oberts amb llicències Creative Commons.
L'any del llançament del projecte Planol.info fou guardonada, amb motiu del cinquè aniversari de la Fundació puntCat, amb un dels Ajuts puntCat, que li permeté un creixement tutelat com a empresa emergent. Un any més tard, el 2012, rebé el Premi Laus de plata del Foment de les Arts i el Disseny (FAD) en concepte de disseny de producte web i també amb un dels premis Galileu de l'Agència Espacial Europea (ESA).

## Funcionament i provisió de dades
EIXOS actua com a ens consultor i d'observatori de l'activitat econòmica de ciutats i de polígons industrials d'arreu del món per a l'elaboració d'estudis de mercat i de planificació comercial, tant per a l'administració pública com per al desenvolupament privat.
És un dels projectes comercials del seu sector més rellevants tant als Països Catalans com a Espanya. A través d'EIXOS, Planol.info proveeix dades d'accés obert sota llicència de Creative Commons: el seu corpus informatiu té l'origen en una mescla de treball de camp professional i voluntari sobre les particularitats econòmiques d'un teixit comercial concret, encreuades amb altra informació de repositoris geogràfics de codi obert com la demografia, l'ús del sòl (qualificació urbanística) i indicadors econòmics sobre els quals aplica anàlisis predictives.
En el cas de Catalunya, està inscrit en el catàleg de la Infraestructura de Dades Espacials de Catalunya com a proveïdor de Web Map Service i es nodreix de tota una infraestructura de dades espacials: dades obertes de Gencat.cat, la seu electrònica del cadastre espanyol, la Infraestructura de Dades Espacials de Catalunya, l'Institut Cartogràfic de Catalunya, l'Institut d'Estadística de Catalunya i el Servei Meteorològic de Catalunya són algunes de les fonts utilitzades. També és el servei que hi genera els índexs d'ocupació comercial de ciutats catalanes (IATC), agregats per districtes i amb mètriques d'aprofitament comercial com a set de dades obert.

## Àmbit del projecte
Des de la seva fundació i en l'àmbit, ha esdevingut un servei de referència en diversos consistoris com el de Barcelona, Girona, Mollet del Vallès, Tarragona i els seus informes s'han emprat per a posteriors plans de comerç municipals, així com d'estudis acadèmics i universitaris sobre densitat, promoció, ocupació i prevenció de crisis econòmiques. L'any 2013, la capa general del seu mapatge comercial ja havia cobert el 100% del territori de Catalunya.
A mitjan dècada del 2010, EIXOS implantà també els seus serveis de geomàrqueting en ciutats espanyoles com Madrid i Sevilla i, en col·laboració amb l'Agència Espacial Europea, en urbs europees com Florència i París. A més a més, l'empresa neerlandesa Layar, especialitzada realitat augmentada, publicà diverses capes d'activitat tèxtil, de restauració, floristeries i ferreteries als seus productes mòbils. Google Business View i la branca mapística de Mercedes-Benz, Here, també en van ser clients destacats.
D'ençà de la pandèmia de COVID-19, EIXOS expandí el seu camp de serveis a les anàlisis de dades predictives sobre l'impacte de les restriccions sanitàries en els teixits comercials urbans. Desenvolupà algorismes i mapes d'actuació personalitzats, en col·laboració amb el MIT estatunidenc per a ciutats com Manhattan, Londres, São Paulo o, novament, Barcelona. En el cas de la capital catalana, a més a més, diverses d'aquestes prediccions també foren readaptades per establir prediccions sobre l'impacte de les noves superilles i de les pacificacions urbanes, a banda de la «vulgarització» del comerç orientat al turisme.